# Grand Prix Viborg
Le Grand Prix Viborg, nommé Destination Thy en 2013 et 2014, est une course cycliste danoise créée en 2013. Elle fait partie de l'UCI Europe Tour en catégorie 1.2.

## Palmarès
La course est nommée Destination Thy en 2013 et 2014. À partir de 2015, elle devient le Grand Prix Viborg,.
| Année             | Vainqueur           | Deuxième         | Troisième         |
| ----------------- | ------------------- | ---------------- | ----------------- |
| Destination Thy   |                     |                  |                   |
| 2013              | Constantino Zaballa | Martin Mortensen | Dries Hollanders  |
| 2014              | Magnus Cort Nielsen | Troels Vinther   | Morten Øllegaard  |
| Grand Prix Viborg |                     |                  |                   |
| 2015              | Oscar Landa         | Bob Schoonbroodt | Wim Stroetinga    |
| 2016              | Johim Ariesen       | Andreas Jeppesen | Kasper Asgreen    |
| 2017              | Kasper Asgreen      | Jonas Vingegaard | Rasmus Guldhammer |